# 尼古拉斯·吉热斯

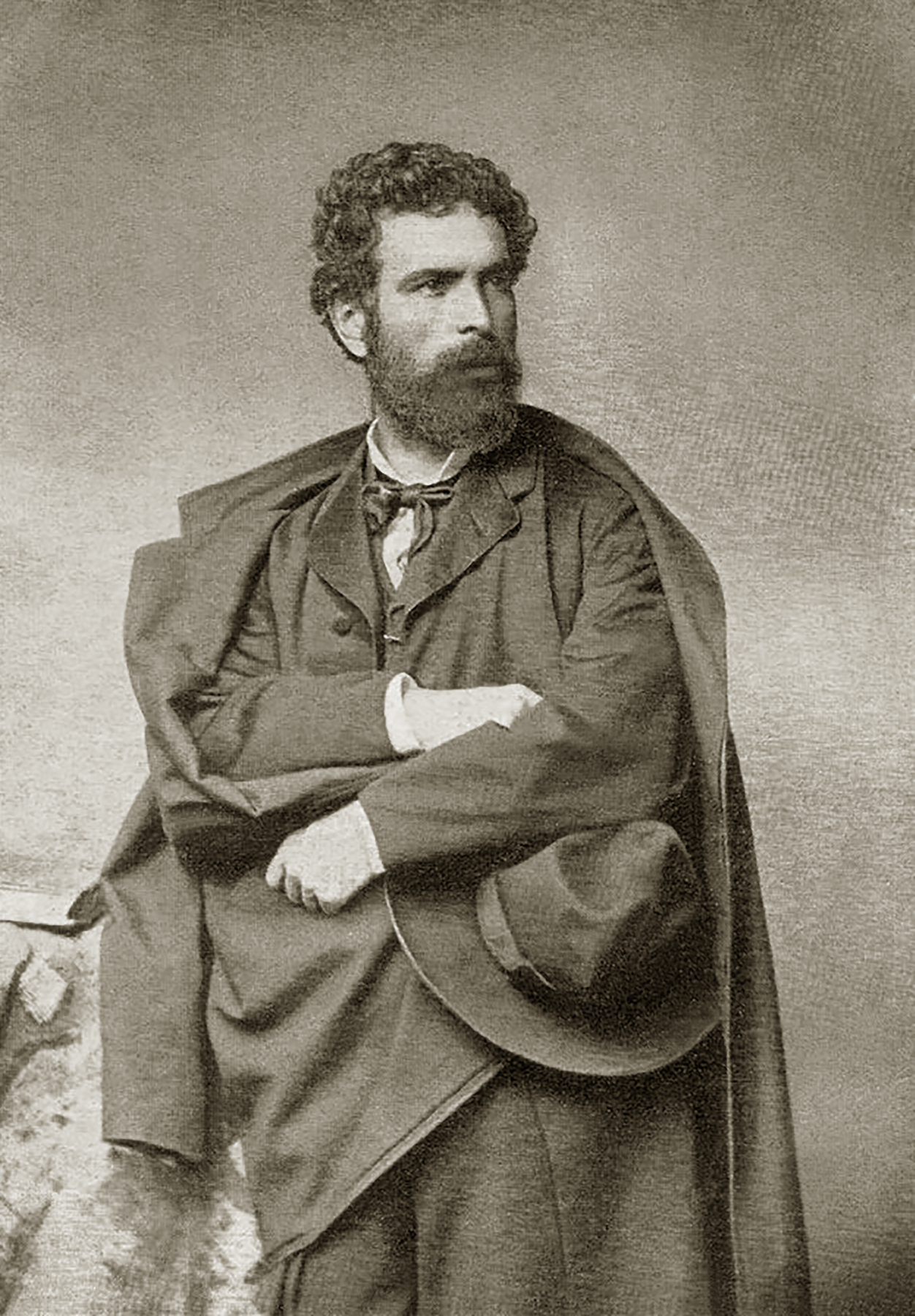
尼古拉斯·吉热斯

尼古拉斯·吉热斯（希臘語：Νικόλαος Γύζης，Nikolaos Gyzis，1842年3月1日—1901年1月4日），19世纪希腊最重要的画家之一。
他因他的第一幅风俗画——《厄洛斯与画家》（Eros and the Painter）而闻名。该画于2006年5月在伦敦由邦瀚斯拍卖，于1928年在希腊最后一次展出。他是19世纪希腊艺术运动的主要代表，所谓“慕尼黑画派”的一员。

## 生平

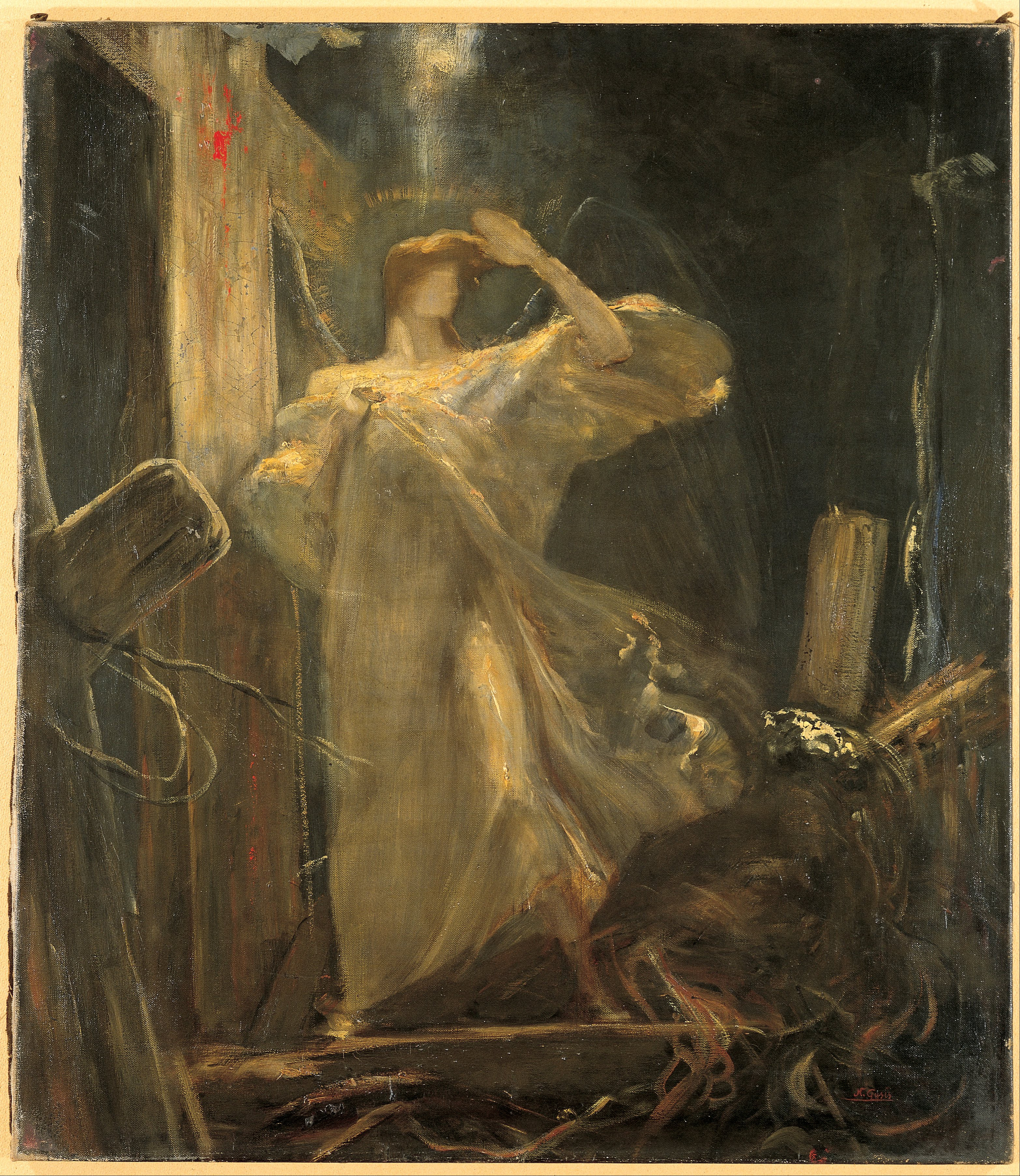
尼古拉斯·吉热斯 - 《天使，研究信仰的基础 》（Archangel, study for the Foundation of the Faith）

吉热斯出生在艺术历史悠久的蒂诺斯岛上的Sklavochori村。在他的家庭于1850年定居于雅典后不久，他便求学于雅典艺术学院。 他在此学习，培养了艺术基础，并发展了自己的绘画技能。
1865年，他获得奖学金前往慕尼黑美术学院进修，并且之后在那里度过余生。他很快便融入德国的美术氛围，并成为德国希腊艺术运动的最具特色与代表性的希腊艺术运动画派慕尼黑画派的一员。 这表现在其涉及普法战争的画作 《1871年胜利的消息》（News of Victory of 1871 ），以及画作《巴伐利亚神圣的胜利》（Apotheosis i Thriamvos tis Vavarias ）。
从1886年起，他成为慕尼黑美术学院的教授，其画风逐渐从详细的现实主义描绘转变为由单一的印象派风格组成。他的学生包括Ernst Oppler，Fritz Osswald，Anna May-Rychter 和Stefan Popescu（罗马尼亚画家）。
在19世纪70年代初，他返回希腊了几年，之后他完成了一组更具希腊主题的序列画，如《雅典的狂欢节》（Carnival at Athens ）和《订婚仪式》（Arravoniasmata ），以及不久后完成的画作《普萨拉岛毁灭后》（After the destruction of Psara ）。 19世纪90年代，在他的生命的最后时期，他更多地转向宗教主题，他而最著名的作品即后期的《宗教的胜利》(Triumph of Religion ）。他的作品如今在希腊、德国和其他地方的博物馆以及私人收藏展出。
吉热斯的画作《秘密学校》（The Secret School  ）被描绘在希腊1996-2001年200德拉克马钞票的反面。

## 图集

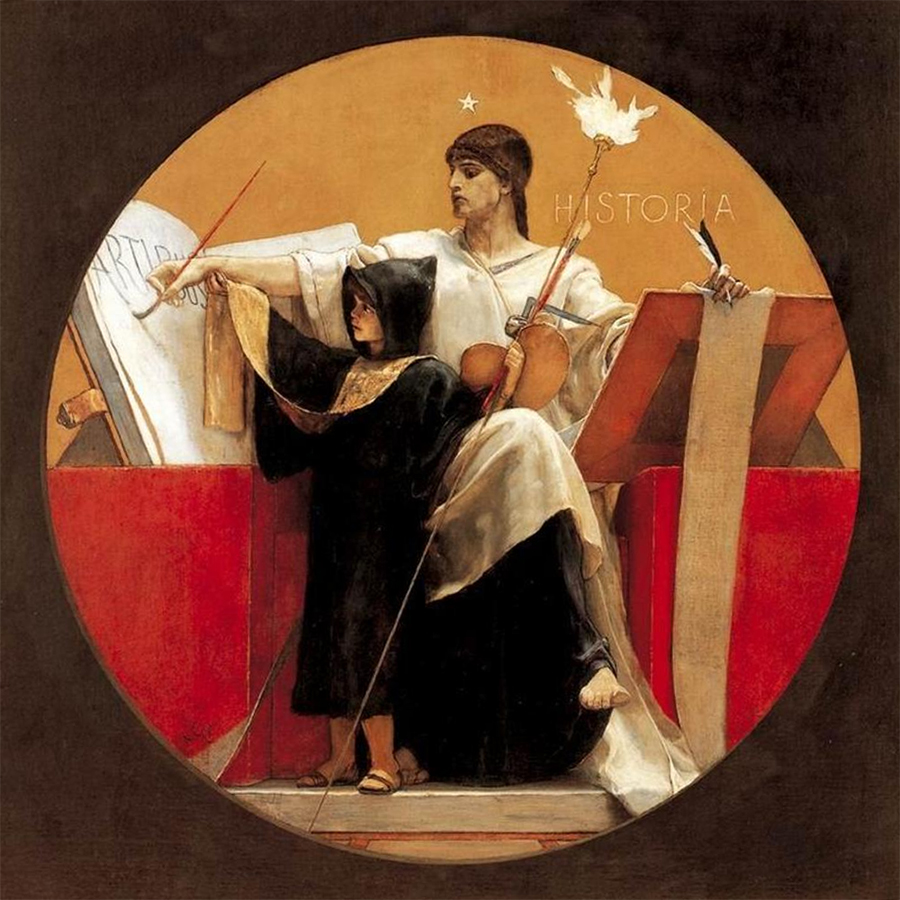
Ηistoria (1892)
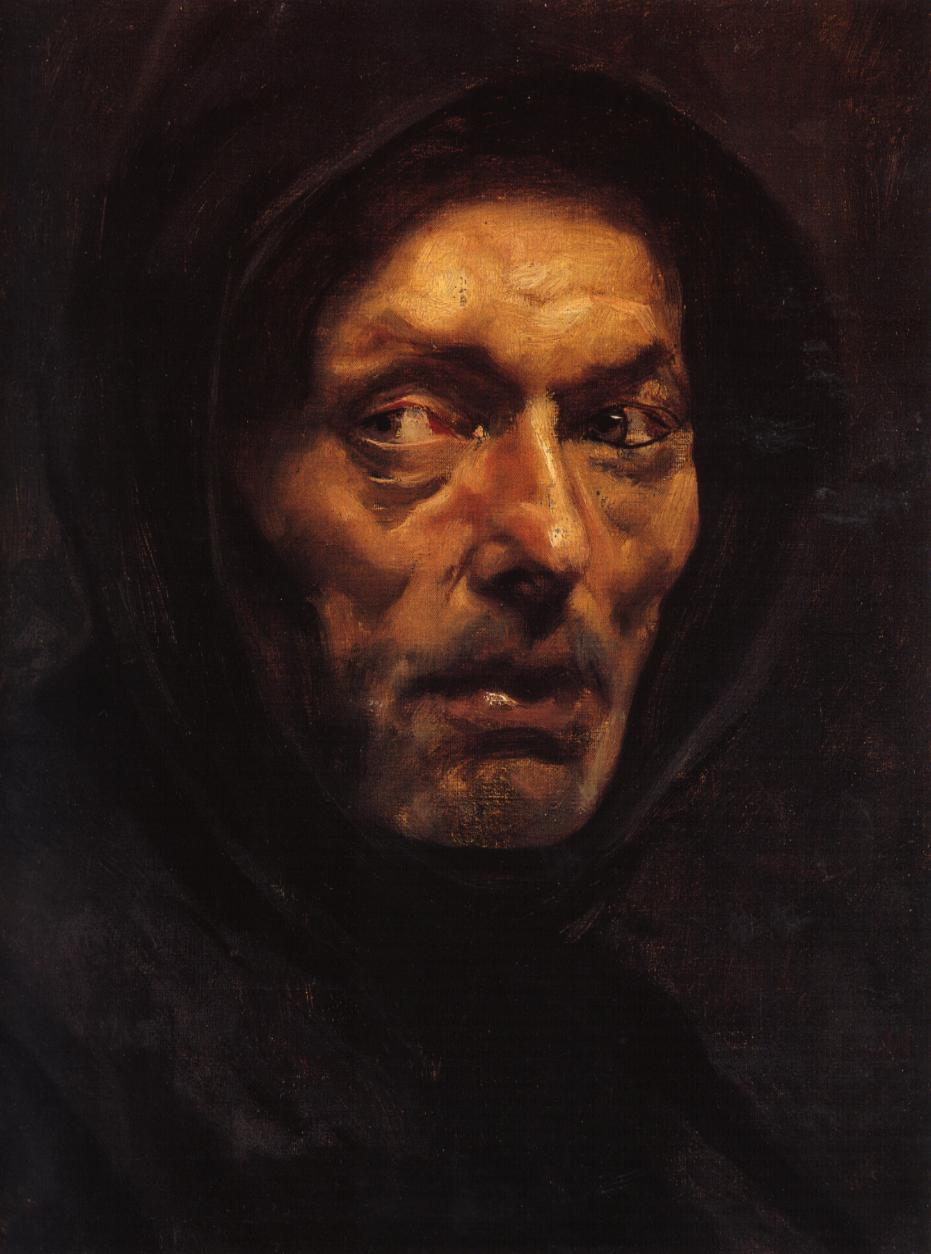
Capuchin monk
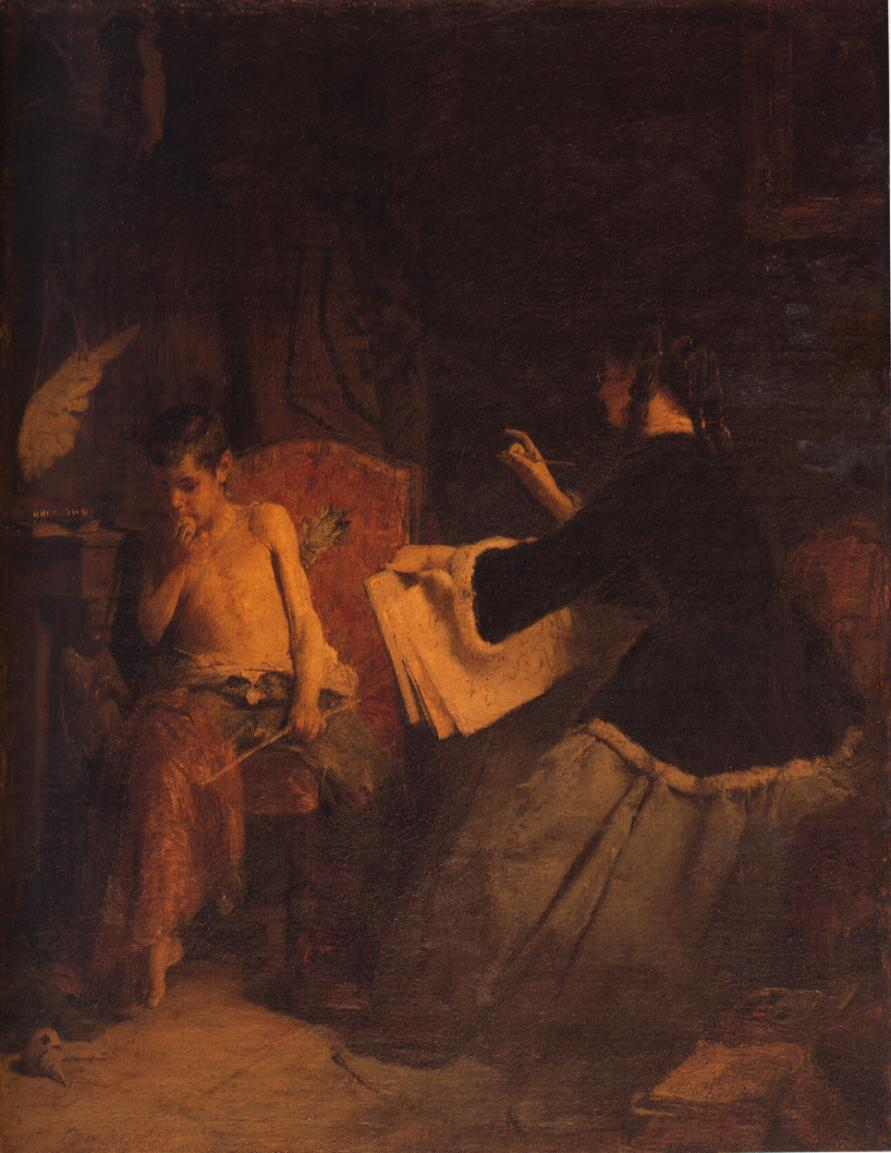
Eros and the Painter
Learning by Heart
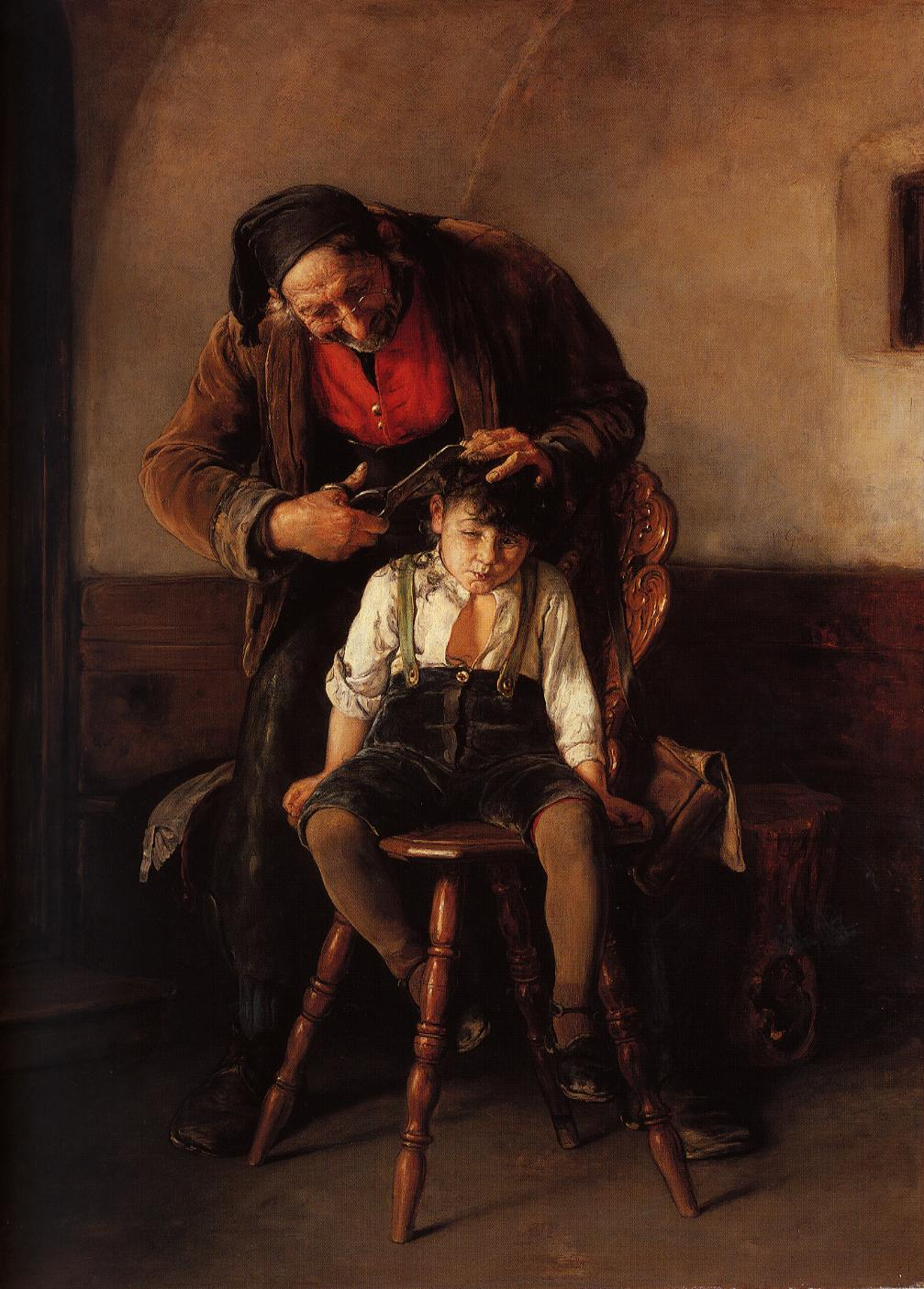
The Barber (1880)
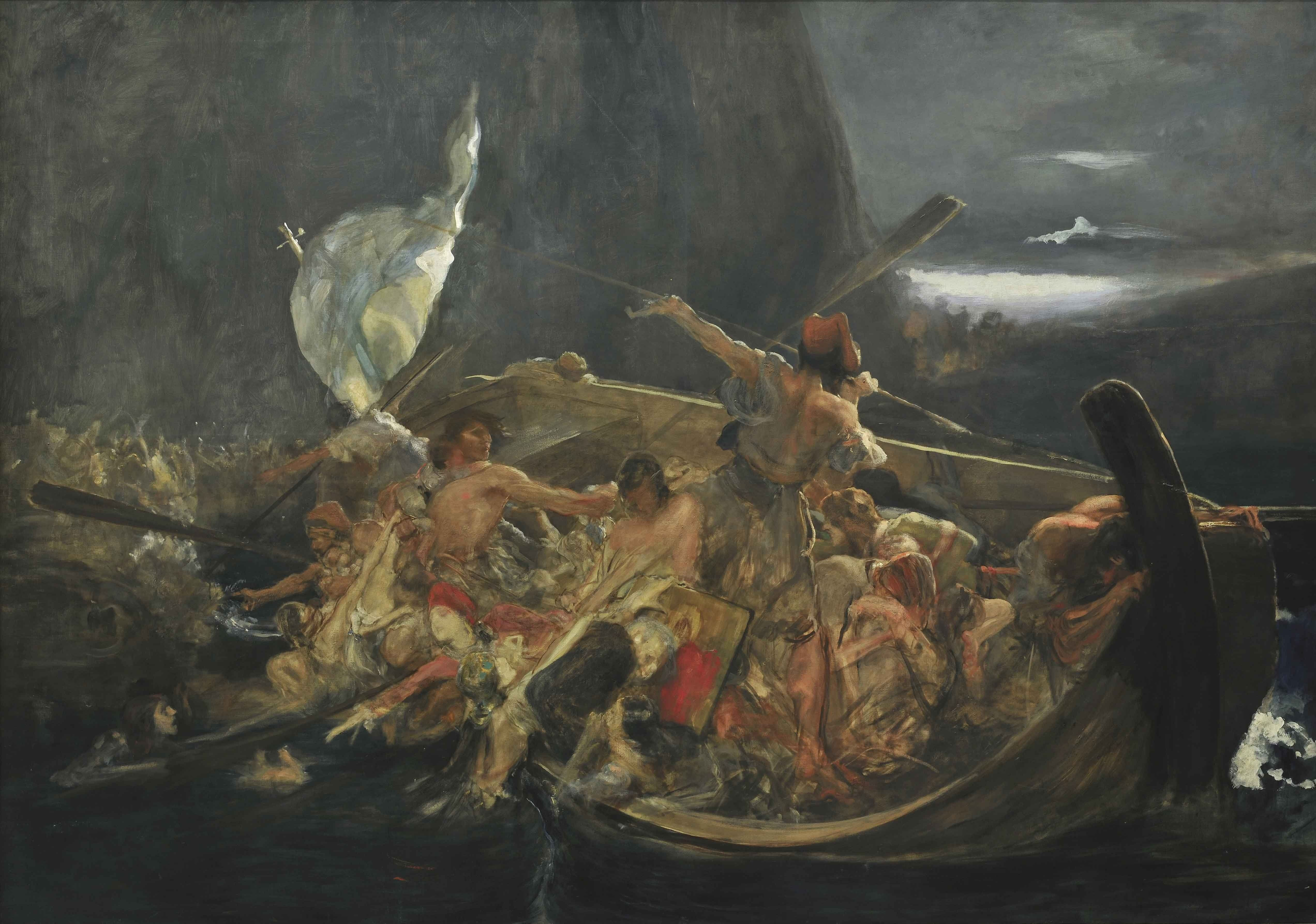
After the destruction of Psara
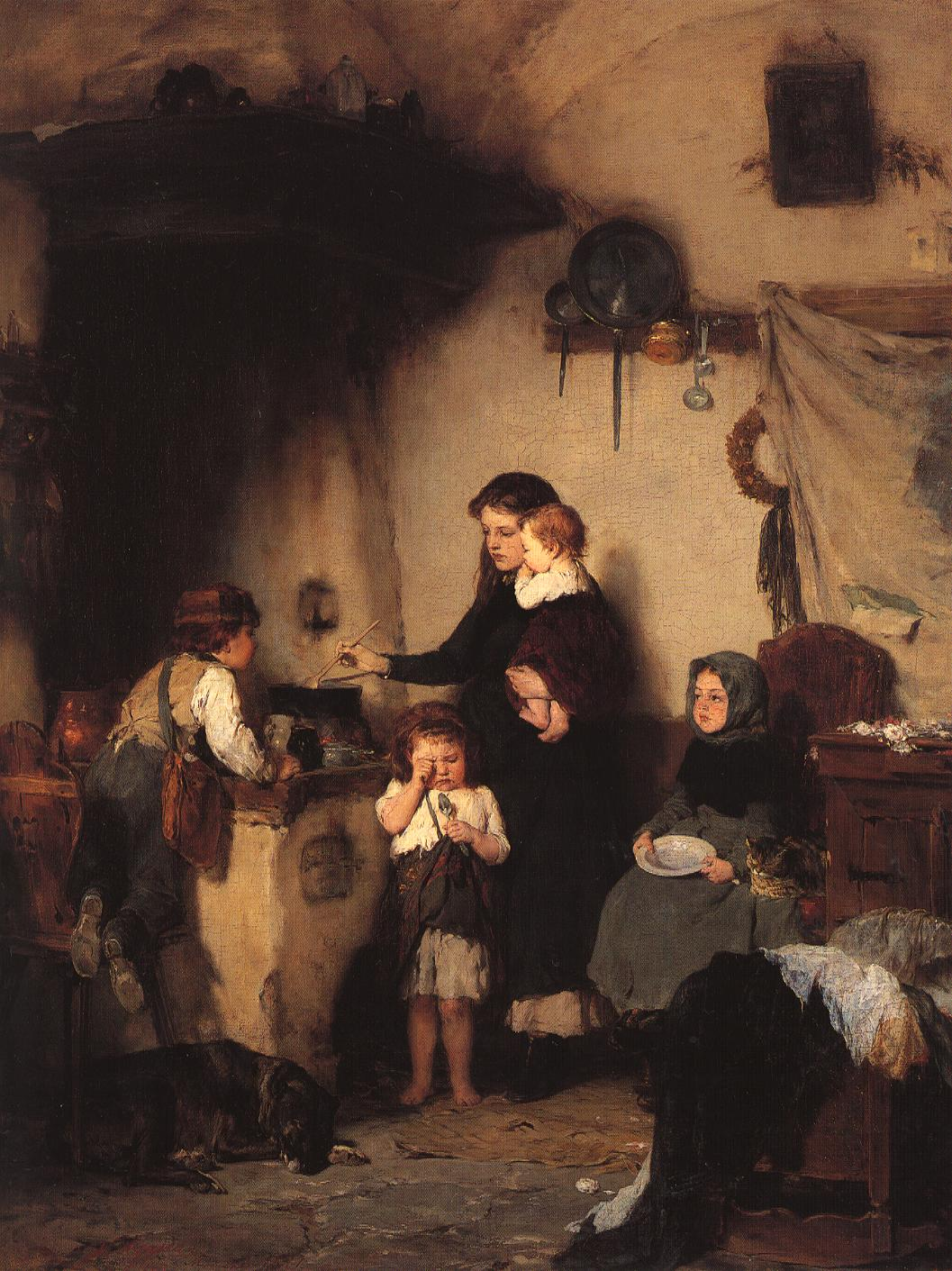
The orphans
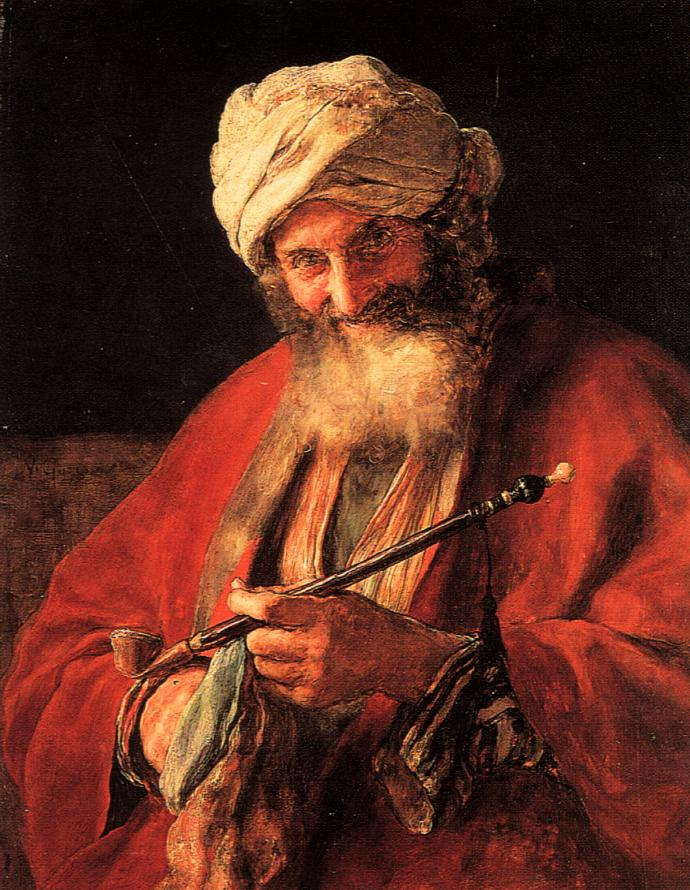
Oriental man with pipe
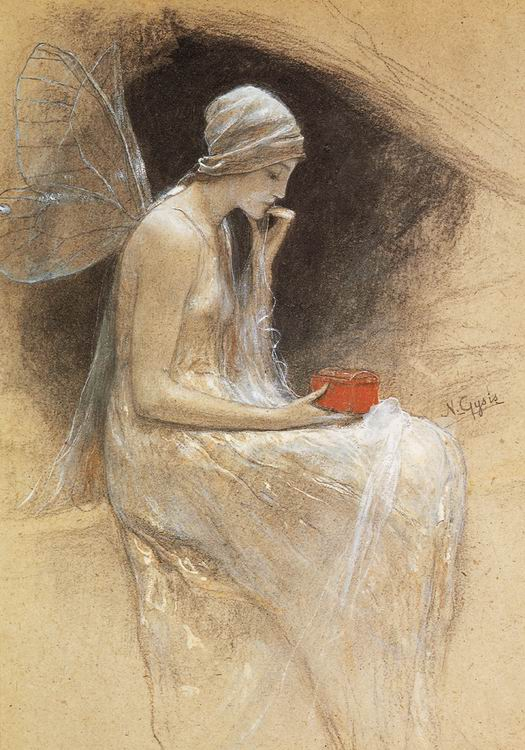
Artist's psyche
Oriental Warrior
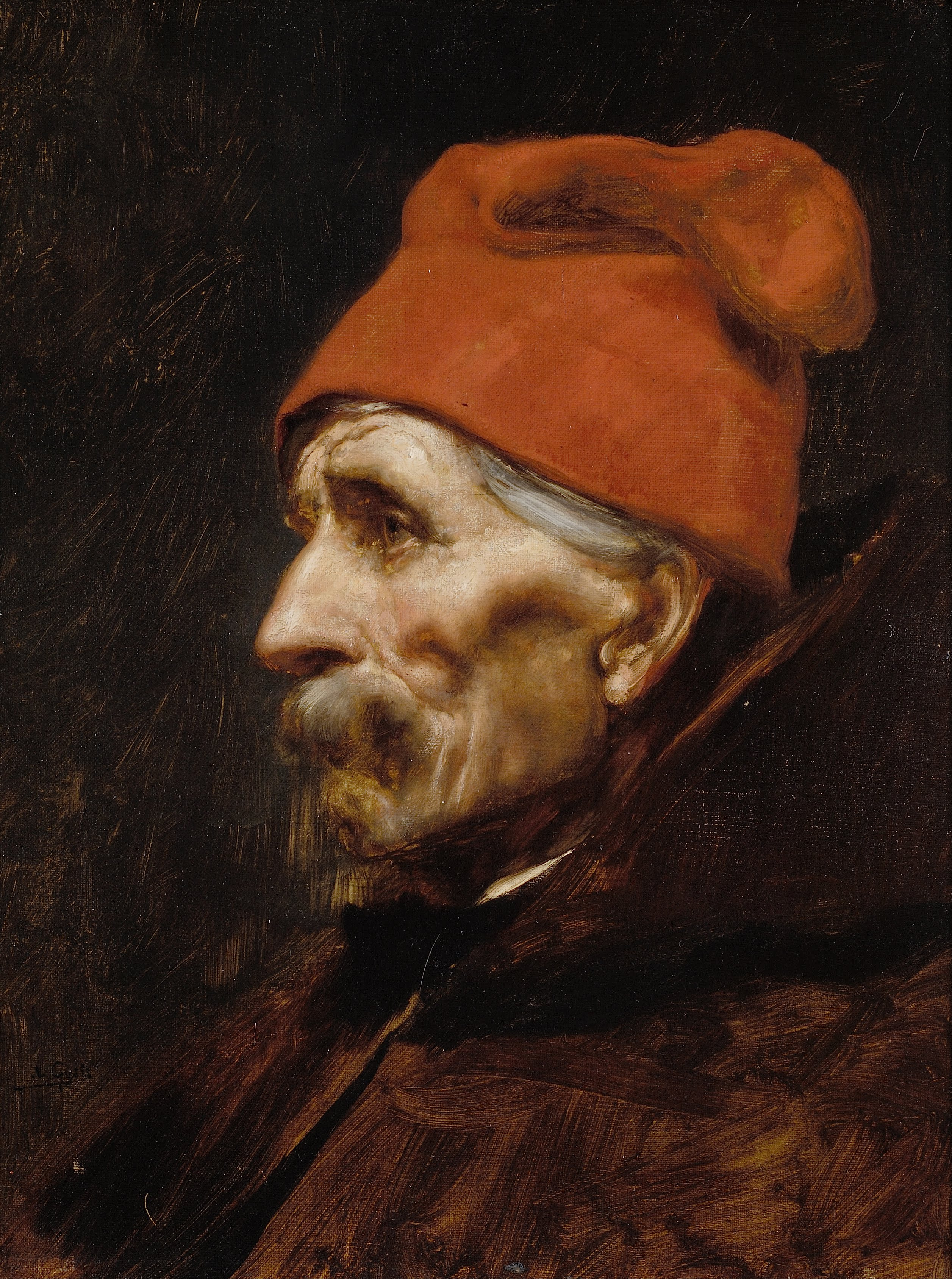
Old man wearing a red fez
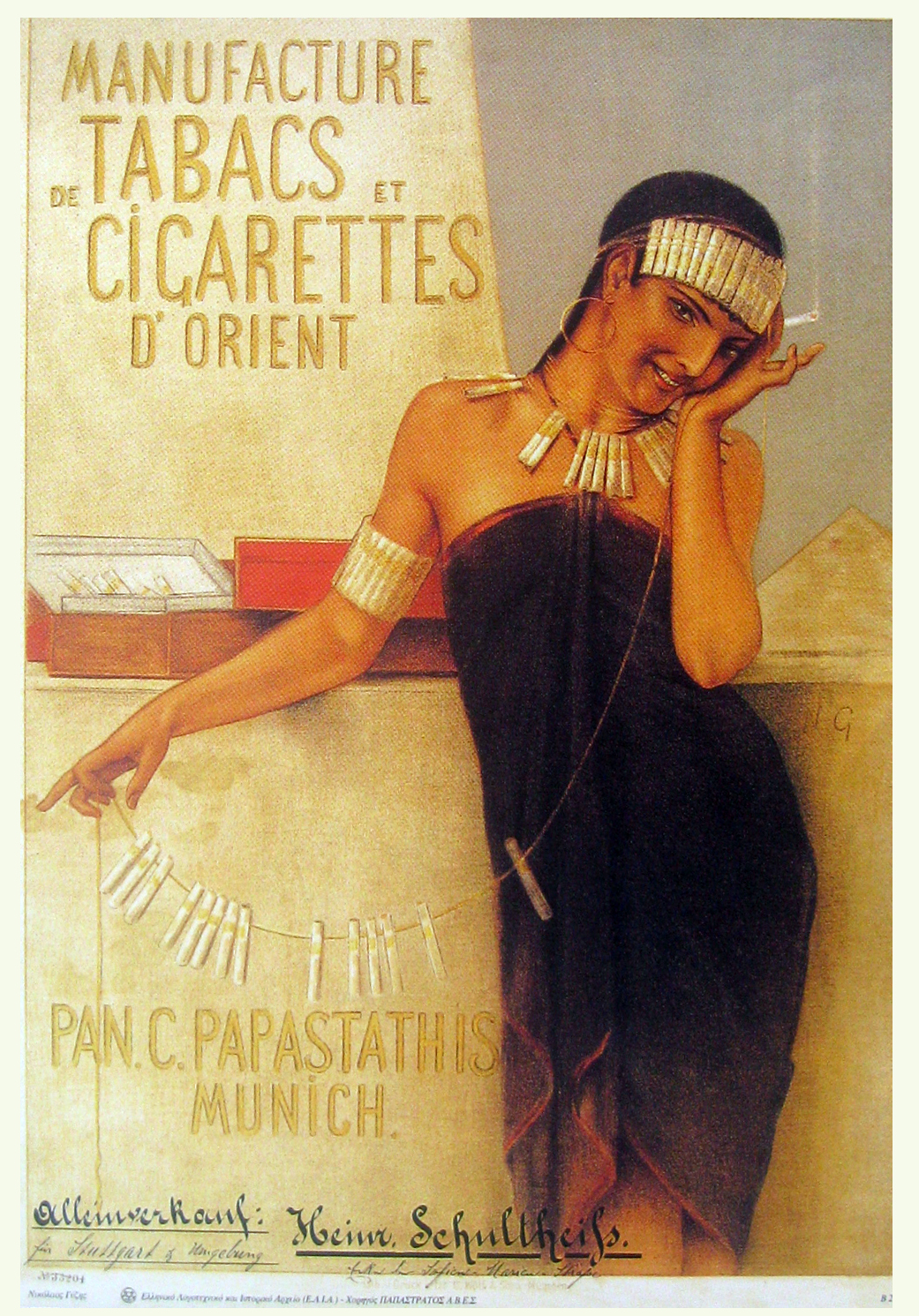
Advertising for a tobacco company